# قانون مراقبة الاستخبارات الأجنبية
قانون مراقبة الاستخبارات الأجنبية لعام 1978 هو قانون فيدرالي أمريكي حدد إجراءات مراقبة الاستخبارات الأجنبية على التراب الوطني وجمعها.
سن قانون مراقبة الاستخبارات الأجنبية لعام 1978 ردًا على انتهاكات واسعة للخصوصية من قبل الحكومة الفيدرالية في ظل ولاية الرئيس ريتشارد نيكسون. ويطلب القانون من الشرطة في الولايات المتحدة ووكالات الاستخبارات الحصول على تصريح لجمع «معلومات عن الاستخبارات الأجنبية» بين «القوى الأجنبية» و«وكالات القوى الأجنبية» التي يشك بأنها تقوم بأعمال تجسس أو أعمال إرهابية. وأنشأ القانون محكمة مراقبة الاستخبارات الأجنبية للإشراف على طلبات مذكرات المراقبة.
على الرغم من أن استخدام قانون مراقبة الاستخبارات الأجنبية لعام 1978 كان قد اقتصر في بداية الأمر على الحكومة لأهداف تتعلق بالمراقبة الإلكترونية، وسّعت تعديلات لاحقة القانون لتشريع وسائل أخرى في جمع المعلومات، من بينها التفتيش الجسدي وأجهزة حفظ سجل الاتصالات والتنصت على المكالمات وفرض إصدار نوع معين من السجلات التجارية.
وقد شهد قانون مراقبة الاستخبارات الأجنبية لعام 1978 تعديلات عديدة منذ هجمات 11 من سبتمبر، إذ أضيفت بنود عديدة أثارت جدلًا عامًا وسياسيًا بسبب مخاوف متعلقة بالخصوصية.

## التاريخ والخلفية
طرح قانون مراقبة الاستخبارات الأجنبية في 18 من شهر مايو من عام 1977 من قبل عضو مجلس الشيوخ تيد كينيدي ووقع من قبل الرئيس كارتر ليصبح قانونًا في 25 من شهر أكتوبر من عام 1978. شارك في اقتراح القانون 9 أعضاء من مجلس الشيوخ: بيرتش بايه وجيمس أو إيستلاند وجيك غارن وولتر هدلستون ودانييل إينوي وتشارلز ماتياس وجون إل ماكليلان وغيلورد نيلسون وستروم ثورموند.
وكان القانون نتيجة لتحقيقات مكثفة أجرتها لجنة مجلس الشيوخ في شرعية الأنشطة الاستخباراتية المحلية. قاد هذه التحقيقات كل من سام إيرفين وفرانك تشيرش في عام 1978 ردًا على استخدام الرئيس ريتشارد نيكسون للمصادر الفيدرالية، بما في ذلك وكالات حفظ النظام، للتجسس على جماعات من الناشطين وجماعات سياسية. صيغ جزء كبير من القانون خلال اجتماعات سرية بين المشرعين وأعضاء في وزارة العدل.
أنشئ القانون لتوفير مراقبة قضائية ومراقبة من قبل الكونغرس لأنشطة المراقبة السرية التي كانت تقوم بها الحكومة للكيانات والأفراد الأجانب في الولايات المتحدة، وحافظ في الآن نفسه على السرية اللازمة لحماية الأمن القومي.

### برنامج تنصت محلي دون إذن قضائي
برز قانون مراقبة الاستخبارات الأجنبية إلى العلن في شهر ديسمبر من عام 2005 بعد أن وصف تقرير في صحيفة ذا نيويورك تايمز برنامجًا تنصت محلي لم يحصل على إذن قضائي كانت إدارة الرئيس جورج دبليو بوش قد أمرت به ونفذته وكالة الأمن القومي منذ العام 2002، وأشار مقال نشر لاحقا في مجلة بلومبيرغ أنه من المحتمل أن يكون هذا الأمر قد بدأ منذ شهر يونيو من العام 2000. وأكد المحامي العام ألبرتو غونزالز وجود البرنامج، الأمر الذي أعطي الاسم الرمزي ستيلار ويند.
دون حصولها على مذكرة قانون مراقبة الاستخبارات الأجنبية، راقبت وكالة الأمن القومي الاتصالات الهاتفية والنشاطات على شبكة الإنترنت والرسائل النصية وأشكالًا أخرى من التواصل تضم أي طرف يعتقد أنه خارج الولايات المتحدة الأمريكية، بصرف النظر عما إذا كان جزء من التواصل قد جرى محليًا. دافعت إدارة بوش في البداية عن البرنامج بوصفه امتدادًا للسلطة التنفيذية، ووسط ضغط سياسي وشعبي وقانوني، أُنهي البرنامج في شهر يناير من عام 2007 وأعلنت الحكومة أنها ستسعى وراء الحصول على مذكرات من محكمة مراقبة الاستخبارات الأجنبية.

### البند 702
بعد وقوع جدل حول ستيلار ويند، شرّع الكونغرس لاحقًا نسخة من البرنامج في البند 702.

## الأحكام
تنص الفصول الفرعية لقانون مراقبة الاستخبارات الأجنبية لعام 1978 على:
- المراقبة الإلكترونية
- التفتيش الجسدي
- وأجهزة حفظ سجل الاتصالات والتنصت على المكالمات لأهداف استخباراتية أجنبية
- الوصول إلى سجلات تجارية معينة لأهداف استخباراتية أجنبية
- متطلبات الإبلاغ

### المراقبة الإلكترونية
عمومًا، يسمح القانون بالمراقبة الإلكترونية في سيناريوين مختلفين.

#### دون أمر من محكمة
يحق للرئيس، من خلال المحامي العام، أن يسمح بالمراقبة الإلكترونية دون أمر محكمة لمدة عام واحد، شريطة أن يكون ذلك فقط بهدف الحصول على معلومات استخباراتية أجنبية، وأن تكون المراقبة موجهة فقط ضد اتصالات أو ملكيات مملوكة بصورة حصرية من قبل قوى أجنبية، وألا يكون هناك احتمال كبير للحصول على تفاصيل أي اتصالات يكون شخص أمريكي الجنسية طرفًا فيها، وأن تجرى بصورة تتماشى مع إجراءات الحد الأدنى المعمول بها.
يحدد الرمز أن «المعلومات الاستخباراتية الأجنبية» تعني المعلومات اللازمة لحماية الولايات المتحدة الأمريكية ضد هجوم أو أعمال تخريب متعمد أو أعمال إرهابية خطيرة محتملة أو فعلية.
وتعني «القوى الغربية» حكومة أجنبية، وأي فصيل تابع لأمة أجنبية لا تتألف بمعظمها من أشخاص أمريكي الجنسية، وأي كيان تقوده حكومة أجنبية أو تسيطر عليه. يتضمن التعريف أيضًا جماعات متورطة في إرهاب دولي ومنظمات سياسية أجنبية. وتمنع بنود قانون مراقبة الاستخبارات الأجنبية التي تسمح بالمراقبة الإلكترونية والتفتيش الجسدي دون أمر محكمة بشكل خاص تطبيقها على جماعات متورطة في إرهاب دولي.
ويشمل تعريف «شخص أمريكي» مواطنين وأجانب مقيمين بصورة دائمة وشرعية وشركات مسجلة في الولايات المتحدة.
وتقصر «إجراءات الحد الأدنى» جمع المعلومات المتعلقة بأشخاص أمريكيين عبر حماية هوياتهم وطلب أمر محكمة بالاحتفاظ بالاتصالات لمدة تزيد عن 72 ساعة. يمكن الاحتفاظ بالاتصالات دون أمر محكمة في حال وجود دليل على وقوع جريمة. ويمكن السماح أيضًا بتحديد هوية شخص أمريكي، يعرف ب «الكشف عن هوية»، في حال كانت إحدى الهيئات تعتقد بأن ذلك ضروري لفهم المعلومات أو تعتقد أن الشخص كان يرتكب جريمة.
يتوجب على المحامي العام تقديم توثيق لهذه الشروط بموجب ختم من محكمة المراقبة الاستخبارات الأجنبية، وإبلاغ عن توافقها مع لجنة الاستخبارات الدائمة في مجلس النواب حول ولجنة الاستخبارات في مجلس الشيوخ.
ونظرً إلى أن الرمز 50 يو إس سي 1802، إيه 1 إيه، من هذا القانون يقصر المراقبة دون تصريح بشكل حصري على القوى الأجنبية بحسب تعريفها في الرمز 50 يو إس سي 1801 إيه 1 و2 و3، ويحذف التعريفات التي يشتمل عليها الرمز 50 يو إس سي 1801 إيه 4 و5 و6، لا يسمح القانون باستخدام المراقبة دون تصريح ضد: جماعات متورطة بإرهاب دولي أو أنشطة تحضيرية له، ومنظمات سياسية تقع مقراتها في الخارج، ولا تتألف بصورة رئيسية من أشخاص أمريكيين، أو كيانات تدار من قبل حكومة أو حكومات أجنبية ومسيطر عليها من قبلها. بموجب قانون مراقبة الاستخبارات الأجنبية لعام 1978، يخضع أي شخص يشارك في مراقبة إلكترونية ما لم يكن حاصل على تصريح قانوني لعقوبات جنائية ومسؤوليات مدنية.
بموجب الرمز 50 يو إس سي 1802، يمكن للرئيس أيضًا أن يسمح بالمراقبة بدون تصريح في بداية حرب. وبشكل أكثر تحديدًا، يمكن له أن يسمح بمراقبة كهذه «لمدة لا تتجاوز 15 يومًا تقويميًا في أعقاب إعلان حرب من قبل الكونغرس».